# المركز الكاثوليكي للدراسات والإعلام
المركز الكاثوليكي للدراسات والإعلام هو مؤسسة غير ربحية تابعة للبطريركية اللاتينية في القدس، من خلال النيابة البطريركية في عمّان. تأسس المركز في 28 شباط 2012، وتم افتتاحه بشكل رسمي في 25 نيسان 2012.

## الاهداف
- تنوير الرأي العام بالأخلاق الإنسانية عبر اوسائل الإعلامية.[1]
- تثقيف الإيمان والتنشئة على احترام الآخر
- تعزيز الحوار والتفاهم والتعاون في الأردن والشرق الأوسط والعالم.
- توطيد الحضور المسيحي الفاعل في الشرق، في الجوانب الروحية والثقافية والصحية والخيرية.
- تعزيز المواطنة الصالحة المبنية على المساواة والحقوق والواجبات.
- تعزيز الحوار بين أتباع الديانات، خاصة الحوار الإسلامي المسيحي.
- التواصل مع مسيحيي الشرق المنتشرين في العالم.
- نشر ثقافة الدين في خدمة السلام.
- التنشئة على حسن استخدام وسائل الإعلام.
- تشجيع السياحة والحج إلى الأرض المقدسة، بما في ذلك الأردن بلد المعمودية.